# ماركو يانكوفيتش (عداء سريع)
ماركو يانكوفيتش هو عداء سريع صربي، ولد في 29 فبراير 1976.

## وصلات خارجية
- ماركو يانكوفيتش على موقع الاتحاد الدولي لألعاب القوى (الإنجليزية)
- ماركو يانكوفيتش على موقع أوليمبيديا (الإنجليزية)